# 82463 Mluigiaborsi
82463 Mluigiaborsi este un asteroid din centura principală de asteroizi.

## Descriere
82463 Mluigiaborsi este un asteroid din centura principală de asteroizi. A fost descoperit pe 21 iulie 2001 la San Marcello Pistoiese de Luciano Tesi și Giuseppe Forti. Asteroidul prezintă o orbită caracterizată de o semiaxă mare de 3,12 ua, o excentricitate de 0,16 și o înclinație de 4,1° în raport cu ecliptica.